# Монсенель
Монсенель (фр. Montsenelle) — муніципалітет у Франції, у регіоні Нижня Нормандія, департамент Манш. Монсенель утворено 1 січня 2016 року шляхом злиття муніципалітетів Куаньї, Літер, Прето-Сент-Сюзанн i Сен-Жор. Адміністративним центром муніципалітету є Літер. Населення — 1426 осіб (01.01.2021).